# C-majeur

De toonladder C-majeur

C-majeur, C grote terts of C-groot (afkorting: C) is de majeur toonsoort met als grondtoon c.
C-majeur is tevens de naam van het akkoord op de eerste trap van de C-toonaard.

## De toonladder
De toonladder van C-majeur is diatonisch, dat wil zeggen ze bevat geen neventonen, ze bestaat uitsluitend uit de zogenaamde stamtonen c, d, e, f, g, a, b, c (de witte toetsen van een klavier.) Een voortekening ontbreekt daardoor, (geen kruisen of mollen.)
Bij het leren zingen (solfège) wordt in het muziekonderwijs uitgegaan van de Franse notennamen van de toonladder van C-majeur: do, re, mi fa, sol, la, si, do.
C-majeur is veruit de meest gebruikte toonsoort in westerse muziek.

## Het akkoord

Het akkoord C-majeur (grondligging)

Het akkoord "C-majeur" bestaat uit de eerste (prime), de derde (grote terts) en de vijfde (kwint) toon van (de grote drieklank) op de eerste trap van de C-toonladder. Naast deze zg. grondligging (symbool: "CI") zijn allerlei omkeringen en verdubbeling van deze tonen mogelijk. Naast het symbool in de muziektheorie "CI" zijn praktisch gangbare symbolen voor het C-majeurakkoord: "C", "CM" of "Cmaj".

## Bekende werken in C-majeur
- Das wohltemperierte Klavier (prelude en fuga nr. 1) - Johann Sebastian Bach
- Pianosonate nr. 16 (Sonata facile) (1788) - Wolfgang Amadeus Mozart
- Symfonie nr. 41 (1788) - Wolfgang Amadeus Mozart
- Twintig van de 104 symfonieën van Joseph Haydn: 2, 7, 9, 20, 25, 30, 32, 33, 37, 38, 41, 48, 50, 56, 60, 63, 69, 82, 90 en 97
- Pianosonate nr. 21 (1803-1804) - Ludwig van Beethoven
- Symfonie nr. 9 (Große Sinfonie) (1825-1826) - Franz Schubert
- Symfonie nr. 4 (1930) - Sergej Prokofjev
- Locus iste - Anton Bruckner
- Krönungsmesse (1779) - Wolfgang Amadeus Mozart
- The Entertainer (1902) - Scott Joplin
- Unchained Melody (1965) - The Righteous Brothers